# Yanggao Nan Lu
Yanggao Nan Lu (chiń. 杨高南路站) – stacja metra w Szanghaju, na linii 7. Zlokalizowana jest pomiędzy stacjami Gaoke Xi Lu i Jinxiu Lu. Została otwarta 5 grudnia 2009.